# City (album Strapping Young Lad)
City – drugi album studyjny kanadyjskiego zespołu muzycznego Strapping Young Lad. Wydawnictwo ukazało się 11 lutego 1997 roku nakładem wytwórni muzycznej Century Media Records. Nagrania zostały zarejestrowane w The Mothership Studio w Los Angeles w Stanach Zjednoczonych. Dodatkowe partie nagrano w Red Stripe w Burnaby w Kanadzie. Miksowanie odbyło się w The Mothership Studio. Natomiast mastering został zrealizowany w The Cutting Room w Sztokholmie w Szwecji.
Według raportu Nielsen SoundScan do kwietnia 2002 roku płyta znalazła niespełna 10 tys. nabywców w Stanach Zjednoczonych.

## Lista utworów
Opracowano na podstawie materiału źródłowego.
| Edycja podstawowa 1. "Velvet Kevorkian" – 01:17 2. "All Hail the New Flesh" – 05:24 3. "Oh My Fucking God" - 03:35 4. "Detox" – 05:37 5. "Home Nucleonics" – 02:31 6. "AAA" – 05:22 7. "Underneath the Waves" – 03:40 8. "Room 429" (cover Cop Shoot Cop) – 05:21 9. "Spirituality" – 06:35 |  | Utwory dodatkowe 1. "Centipede" – 07:54 2. "Home Nucleonics" ('96 Demo) – 3:03 3. "Headrhoid" (Gunt Demo) – 1:39 4. "Detox" ('96 Demo) – 5:48 5. "AAA" ('96 Demo) – 5:22 6. "Detox" (teledysk) – 5:40 |

## Twórcy
Opracowano na podstawie materiału źródłowego.
| Zespół Strapping Young Lad w składzie - Devin Townsend – gitara, wokal prowadzący, programowanie, produkcja muzyczna, miksowanie - Jed Simon – gitara - Byron Stroud – gitara basowa - Gene Hoglan – perkusja, instrumenty perkusyjne Dodatkowi muzycy - Septic Ted – saksofon - Chris Valagao – wokal wspierający - Tanya Evans – wokal wspierający |  | Produkcja - Marcello Gomes, Steve Good, Matteo Caratozzolo – inżynieria dźwięku - Masayuki Noda, Daniel Collins – zdjęcia - Daniel Bergstrand – miksowanie, inżynieria dźwięku |